# Stephanie Anne Mills
Stephanie Anne Mills (n. 7 martie 1979) este o actriță de comedie, muziciană, cântăreață și femeie de afaceri canadiano-americană de origine evreiască. Este cunoscută pentru sincronizări în rolurile de fete din filmele de desene animate.
Este căsătorită și stabilită în California, SUA.